# Hazánk (folyóirat, 1847–1848)
Hazánk kereskedelmi és szépirodalmi lap, szerkesztette dr. Kovács Pál Győrött 1847. január 2-ától 1848. augusztus 14-ig, mikor a lap megszűnt. A lap a későbbi vidéki lapjaink mintaképe volt és az ottani Vaterland-ból alakulva indult meg hetenként háromszor négyrét félíven. Itt jelentek meg Petőfi Sándor költeményein kívül Kerényihez irt levelei, Ráth Károly történész is itt jelentkezett először, Győr város történetével.